# Bailey Window
Das Bailey Window (von englisch window ‚Fenster‘) ist eine markante Scharte im Osten der Alexander-I.-Insel vor der Westküste der Antarktischen Halbinsel. Sie liegt innerhalb eines Berggrats zwischen dem Khufu Peak im Norden und dem westlichen Ende des Elephant Ridge nahe dem Fossil Bluff im Süden.
Das UK Antarctic Place-Names Committee benannte sie 1999 nach David Bailey, Koch beim British Antarctic Survey, der zwischen 1994 und 1995 bei der Vermessung dieses Gebiets assistiert hatte.